# Аз намерих някого
Koī... Mil Gayā (Хинди: कोई मिल गया, Урду: کوئی مل گیا, превод: „Аз намерих някого“) е филм на Боливуд от 2003 г., продуциран от Ракеш Рошан (който също има роля). Участинци в него са Хритик Рошан и Прити Зинта, а филмът е реализиран на 8 август 2003 г. Филмът има много общи елементи с „Е. Т.“ на Стивън Спилбърг и „Извънземното“, и биха могли да са вдъхновени от тях. Някои сцени са по подобие на „Флабър“. Филмът беше прожектиран на Jerusalem Film Festival и на Denmark NatFilm Festival.
Ракеш Рошан е продуцирал и продължение на филма, който е озаглавен Krrish и е също толкова успешен.

## Резюме
Внимание:  Текстът по-долу разкрива сюжета на произведението (или части от него)!
Учен на име Санджай Мехра (изигран от режисьора на филма Ракеш Рошан) създава компютър чрез, който той изпраща в космоса вариации на сричката „Ом“ с надеждата да привлече вниманието на извънземен живот. Когато той най-накрая получава отговор научната общност му се подиграва и го прави за смях...
На път към вкъщи се появява чужд космически кораб, тогава той поглежда през прозореца и извиква:„НЛО“, но колата излиза от пътя. Бременната му жена изхвърча от нея преди тя да се преобърне и взриви. Жената е изхвърлена от колата, а Д-р Мехра умира в колата. Бременната му жена преживява катастрофата, но нейният син (изигран от Хритик Рошан, а също и син на Ракеш Рошан) се ражда с мозъчно увреждане.
Майка му го отглежда с много грижи в град Kasauli където той става млад мъж, но с ограничен интелект, детски характер и много добро сърце. Рохит има много по-малки приятели; деца с които той играе и които са му много верни. Той се сприятелява също с млада жена на име Ниша (Прити Зинта). Ниша изпитва съжаление към него и го развеселява, както всеки би развеселил дете, разбрала за неговото състояние от майка му, която наказва ухажора на Ниша-Радж защото е набил Рохит.
Рохит и Ниша намират компютъра на баща му за връзка с извънземните и случайно ги извикват. Пристигналите извънземни напускат бързо, но в бързината един от тях остава. Ниша, Рохит и младите му приятели го откриват, сприятеляват се с него и го кръщават Джаду (на хинди и урду това означава „магия“) когато те откриват неговите телекинезни способности. С уменията си Джаду открива, че Рохит е умствено изостанал, при което той използва магията си за да подобри ума на момчето. Рохит става дете чудо. Сега той е приет от младото, към обществото на възрастните. Само привързаността на Ниша и неговите приятели му попречва да развие напълно високомерието си. Радж и непрестанните му опити да притесни Рохит, му помагат само да бъде победен в баскетблони борби, тъй като физическата сила на Рохит е нараснала заедно с психичната.
Ниша и Рохит прекарват все повече и повече време заедно, преди и след неговото подобрение; накрая Рохит и предлага брак. Тя се съгласява. Присъствието на Джаду е пазено в тайна от всички освен приятелите на Рохит и майка му.
Както и да е, правителството не се е отказало от търсенето на извънземното. Полицията хваща Джаду, но Рохит го спасява. Роднините на Джаду се връщат и той избягва в космическия кораб и както изглежда взима новите сили на Рохит със себе си. Рохит отново е умствено изостанал, което го спасява от преследването на правителството. По-късно Джаду възстановява отново специалните способности наРохит-завинаги. Ниша и Рохит сега могат да водят щастлив живот заедно.

## Актьори
- Хритик Рошан като Рохит Мехра
- Прити Зинта като Ниша
- Рекха като Соня Мехра
- Ракеш Рошан като Санджай Мехра
- Прем Чопра като Харбан Сахена
- Радат Беди като Радж Сахена
- Джони Левер като Челарам Суквани
- Мукеш Риши като Инспектор Куршид Кан

## Филмфаре награди

### Спечелени
- Най-добър филм – Ракеш Рошан
- Най-добър режисьор – Ракеш Рошан
- Най-добър актьор – Хритик Рошан
- Награда от критиците за най-добро изпълнение – Хритик Рошан
- Най-добра хореография – Фарах Кан за Idhar Chala

### Номинации
- Най-добра актриса – Preity Zinta
- Най-добра поддържаща актриса – Rekha
- Най-добър комик – Johnny Lever
- Най-добър музикален режисьор – Rajesh Roshan